# ماریا گیمبوتاس
ماریا گیمبوتاس (لیتوانیایی: Marija Gimbutienė؛ ۲۳ ژانویهٔ ۱۹۲۱ – ۲ فوریهٔ ۱۹۹۴) یک باستان‌شناس، مردم‌شناس و استاد دانشگاه لیتوانیایی-آمریکایی بود که به دلیل تحقیقاتش در فرهنگ‌های دوره‌های نوسنگی و برنز «اروپای باستانی» و برای فرضیه کورگان خود، که خاستگاه نیاهندواروپاییان در جلگه پنتی-خزری واقع شده بود، شهرت داشت.
وی بین سال‌های ۱۹۴۹ تا ۱۹۹۱ میلادی فعالیت می‌کرد.